# Byron Bay
Byron Bay è una cittadina balneare del Nuovo Galles del Sud, in Australia. È una delle localitá più importanti della contea di Byron. Deve il suo nome all'esploratore e ammiraglio inglese John Byron, nonno del poeta Lord Byron. Nella lingua dei locali aborigeni Arakwa è chiamata Cavvanbah, che significa punto d'incontro.
È stata per diversi anni uno dei più importanti centri della controcultura australiana e del movimento hippy, fenomeno che si è notevolmente ridimensionato con l'arrivo del turismo di massa.

## Geografia

### Territorio
Si trova all'estremità nord-orientale del Nuovo Galles del Sud, 772 km a nord di Sydney e 165 km a sud di Brisbane, in un tratto prevalentemente pianeggiante bagnato dal mar di Tasman. Il territorio comunale comprende alcune spiagge, tra le quali a nord vi è la centrale Byron Beach, affacciata sull'omonima baia di Byron, mentre verso sud vi è la più decentrata Tallows Beach e quelle dell'attigua Broken Head, immerse nel verde. Fra queste due spiagge c'è il promontorio di Cape Byron, il punto più a oriente dell'Australia continentale. Il confine con lo stato del Queensland è circa 60 km a nord. Nel censimento del 2011 aveva una popolazione di 4 959 residenti.
Byron Bay si trova nella caldera di un antico vulcano che eruttò 23 milioni di anni fa e che si era formato con il movimento della placca indo-australiana sul punto caldo dell'Australia dell'est.

### Clima
La temperatura media mensile massima è di 27,8° e si ha a gennaio, in estate, con un picco di 34,8° registrato a dicembre, mentre la media mensile minima è di 12° a luglio, con un picco di 6,5° a giugno. La media massima mensile delle precipitazioni piovose è di 183,5 mm in aprile.

## Storia

### Arrivo degli europei e sviluppo

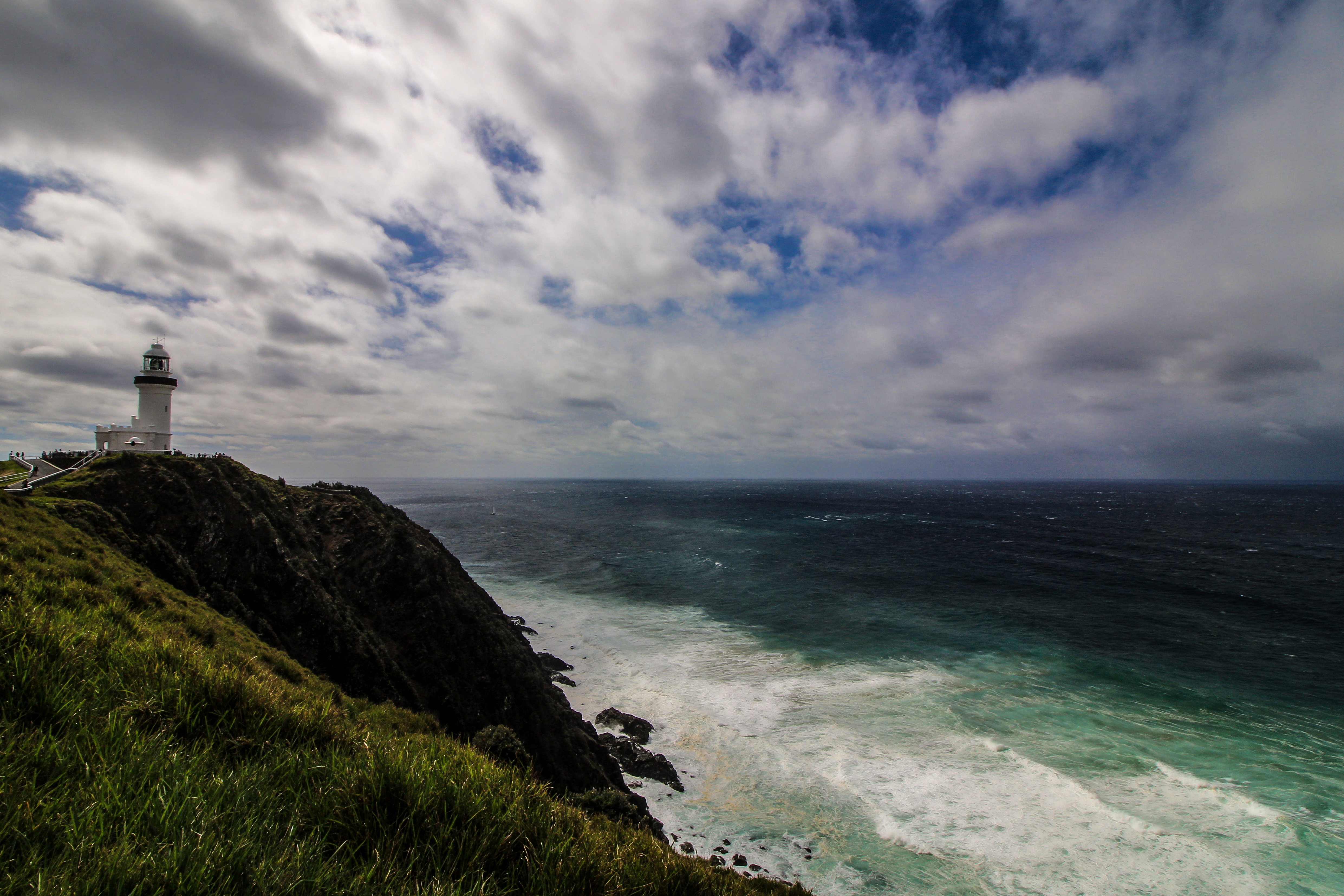
Faro di Cape Byron

I primi europei a raggiungere il sito furono nel 1770 l'esploratore James Cook ed il suo equipaggio, che attraccarono in quello che battezzarono Cape Byron in onore di John Byron. Lo sfruttamento della zona iniziò con il disboscamento e commercio dei locali cedri rossi e proseguì attorno al 1870 con l'estrazione dell'oro dalle sabbie nere della spiaggia di Tallow.
Tra le prime attività produttive di Byron Bay vi furono caseifici, mattatoi, la pesca e la caccia alla balena. Il primo molo fu costruito nel 1886 e la prima ferrovia fu inaugurata nel 1894. Nel 1895 fu fondata la cooperativa Norco per garantire la refrigerazione dei prodotti caseari prima e delle carni dal 1930. Il faro di Cape Byron fu costruito nel 1901.

### Movimento hippy
Negli anni sessanta arrivarono i primi appassionati di surf e fu l'inizio della vocazione turistica della città. Dagli anni a cavallo del 1970 è diventata un centro di controcultura per stili di vita alternativi e posto di ritrovo per gli hippy, in particolare dal 1973, quando nella vicina cittadina dell'entroterra Nimbin fu organizzato l'Aquarius Festival per celebrare l'avvento dell'era dell'Aquario. La spiaggia divenne famosa e qualche anno dopo iniziò la cementificazione con l'arrivo di ricchi villeggianti borghesi australiani, che non hanno comunque estirpato il movimento rivoluzionario stabilito dai primi hippy giunti a Byron Bay.

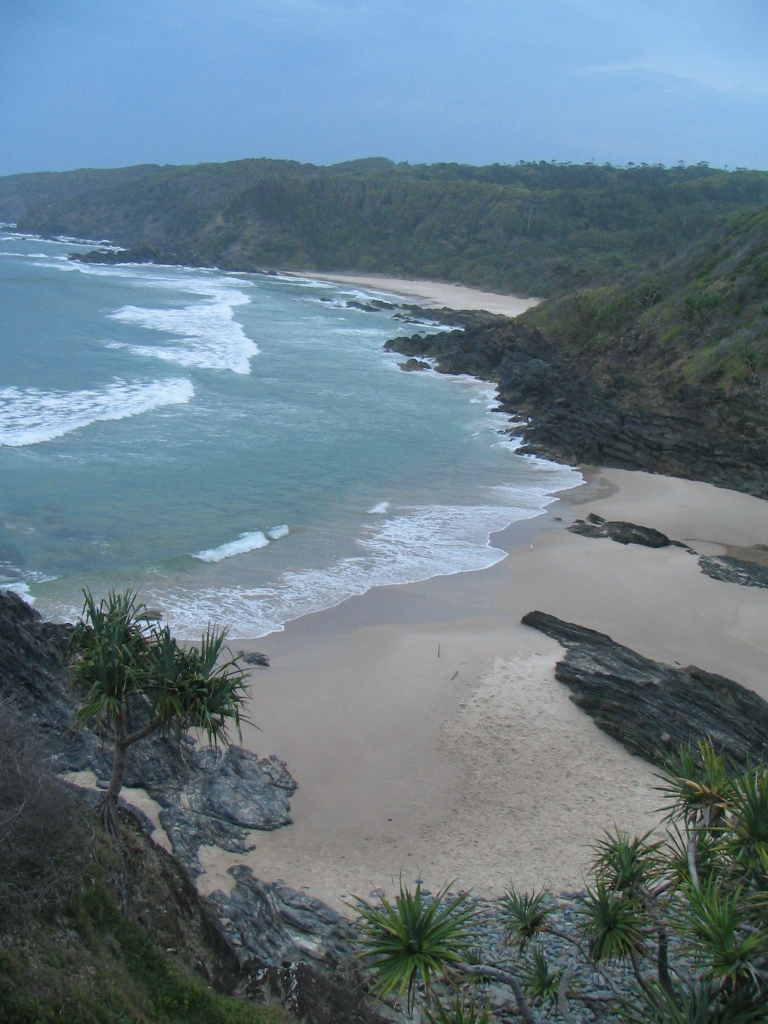
Le spiagge di Broken Head

Tra le figure più rappresentative del movimento hippy a Byron Bay vi furono Daevid Allen e Gilli Smyth, i fondatori del gruppo di rock psichedelico Gong, entrambi deceduti in città. Dopo i successi ottenuti nel suo lungo soggiorno in Europa, nel 1982 il musicista australiano Allen si trasferì nella zona di Byron Bay, dove nella propria abitazione fondò lo studio di registrazione Bananamoon Observatory. Animò le serate musicali della città fino alla morte, avvenuta nel 2015.

### Turismo di massa
Negli anni seguenti Byron Bay ha acquisito crescente fama ed ha incrementato il numero di turisti, ha quindi perso il suo fascino di posto remoto in cui si poteva godere della natura lontani dallo stress e dalla confusione delle città e delle spiagge alla moda. L'arrivo del turismo di massa ha anche portato ad un considerevole aumento del traffico e dei prezzi, e chi cerca la tranquillità preferisce le meno congestionate spiagge e altre località delle vicinanze. Vi sono comunque hippy fedeli alla vecchia tradizione del posto che sono rimasti a vivere nella zona, oltre a diversi pensionati che si sono trasferiti a Byron Bay per trascorrere la vecchiaia.

## Cultura
Dal 1990 si tiene in città il festival di blues contemporaneo e tradizionale Byron Bay Bluesfest, che dura alcuni giorni durante il lungo ponte di Pasqua. Per la prima edizione vi furono 6 000 spettatori, in seguito ha acquisito maggiore popolarità e nel 2017 ha richiamato più di 100 000 appassionati. Ritenuto uno dei migliori al mondo nel suo genere, ogni anno sono presenti decine di musicisti di primo piano della scena internazionale come Bob Dylan, Paul Simon, Robert Plant, James Brown e B.B. King.

## Turismo

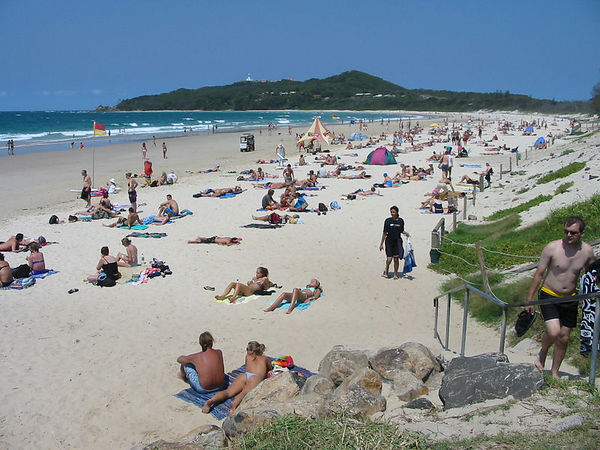
La spiaggia principale nel 2006

Le spiagge sono famose per il surf, le immersioni subacquee e lo snorkeling, e sono visitate sia da turisti australiani che stranieri, tra cui molti saccopelisti. Byron Bay è spesso visitata anche da comitive di studenti in gita scolastica. Altre attrazioni turistiche sono la natura selvaggia che la circonda e l'avvistamento delle balene.
Nei pressi della città vi sono zone ideali per l'escursionismo, come le foreste pluviali del Nightcap National Park, le cascate di Minyon Falls e il monte Warning. Anche le vicine spiagge di Broken Head, Lennox Head, Brunswick Heads, Mullumbimby (capoluogo della contea) e Ballina sono attrezzate per accogliere turisti.

## Infrastrutture e trasporti
Sono presenti una stazione degli autobus e quella dei treni, che serve i convogli sulla linea tra Sydney e Brisbane. Il porto è attrezzato per l'attracco di imbarcazioni turistiche.